# Tomás Martín
Tomás Martín, eigentlich Tomas Penco (* 20. November 1970 in Mérida oder Badajoz, Extremadura, Spanien) ist ein spanischer Schauspieler.
Berühmt wurde er 1992 durch Bigas Lunas Film Jamón, jamón. Er spielt darin das Unterhosen-Model José Gabrieles. Bekannt wurde die Szene, in dem er gemeinsam mit seinem Freund Raúl (Javier Bardem) nackt und mit erigiertem Penis einen Stierkampf veranstaltet. Tomas Penco setzte seine Karriere unter dem Namen Tomas Martin fort. In der Mini-Serie El joven Picasso spielte er den Mateo F. Soto. Er spielte Alfredo Landas Sohn Nico in Antonio del Reals ¡Por fin solos! (1994) und den Jasin neben Cristina Brondo und Mathieu Carrière in El far (1999). Tomás Martín spielte auch in einigen Kurzfilmen. Dann wandte er sich verstärkt dem Fernsehen zu. Neben vielen wechselnden Rollen in La hora de José Mota (2009) spielte er von 2011 bis 2012 den Lorenzao in der Serie Arrayán.

## Filmografie
- 1992: Jamón, jamón von Bigas Luna
- 1993: El tenor mental von Carlos Atanes
- 1993: El joven Picasso von Juan Antonio Bardem
- 1994: Por fin solos von Antonio del Real
- 1998: Ángelo muerto von Emil Samper
- 1999: El far von Manuel Balaguer Julià
- 2005: Sabah von Fernando Vera
- 2011: Arrayán (TV-Serie)